# 美国业余棒球

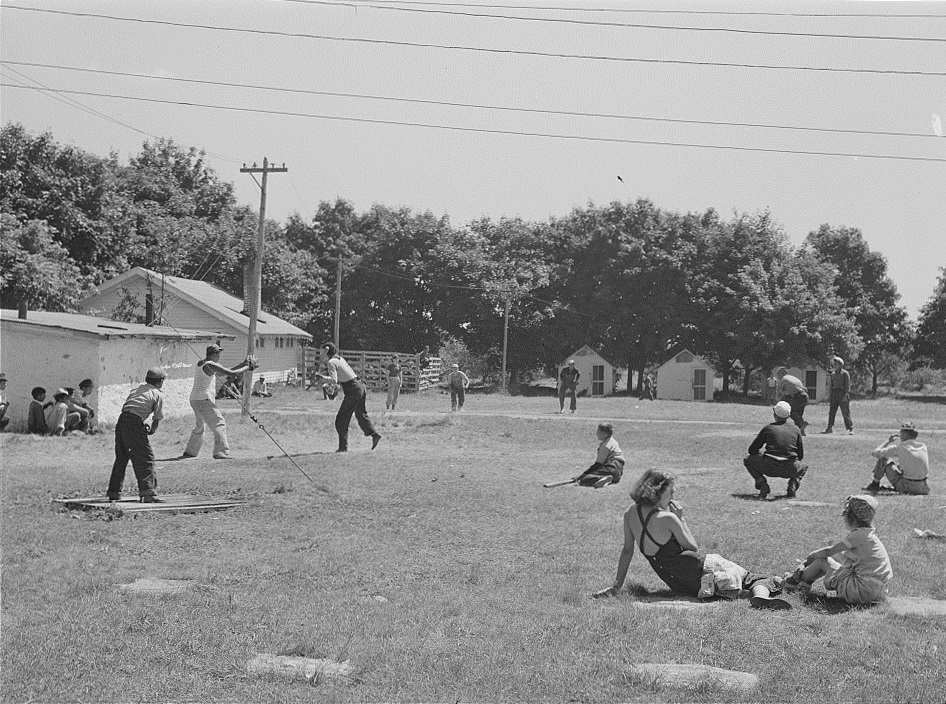
在威斯康辛州朵兒縣一果園工作營地打棒球的櫻桃採摘者們（攝於1940年7月）

業餘棒球指的是球員不因比賽獲得報酬，或僅獲得由球隊激勵計劃所給予的適度津貼或報酬（例如鄉鎮隊棒球賽事）的棒球。在美國，從兒童到成人的各個年齡段的棒球選手都可以參加業餘棒球賽事。

## 美國國內賽事
美國國內各地都有針對不同技術水平或年齡段的業餘棒球聯賽，此處按照參與者年齡列舉了幾個主要賽事。

### 青少年棒球

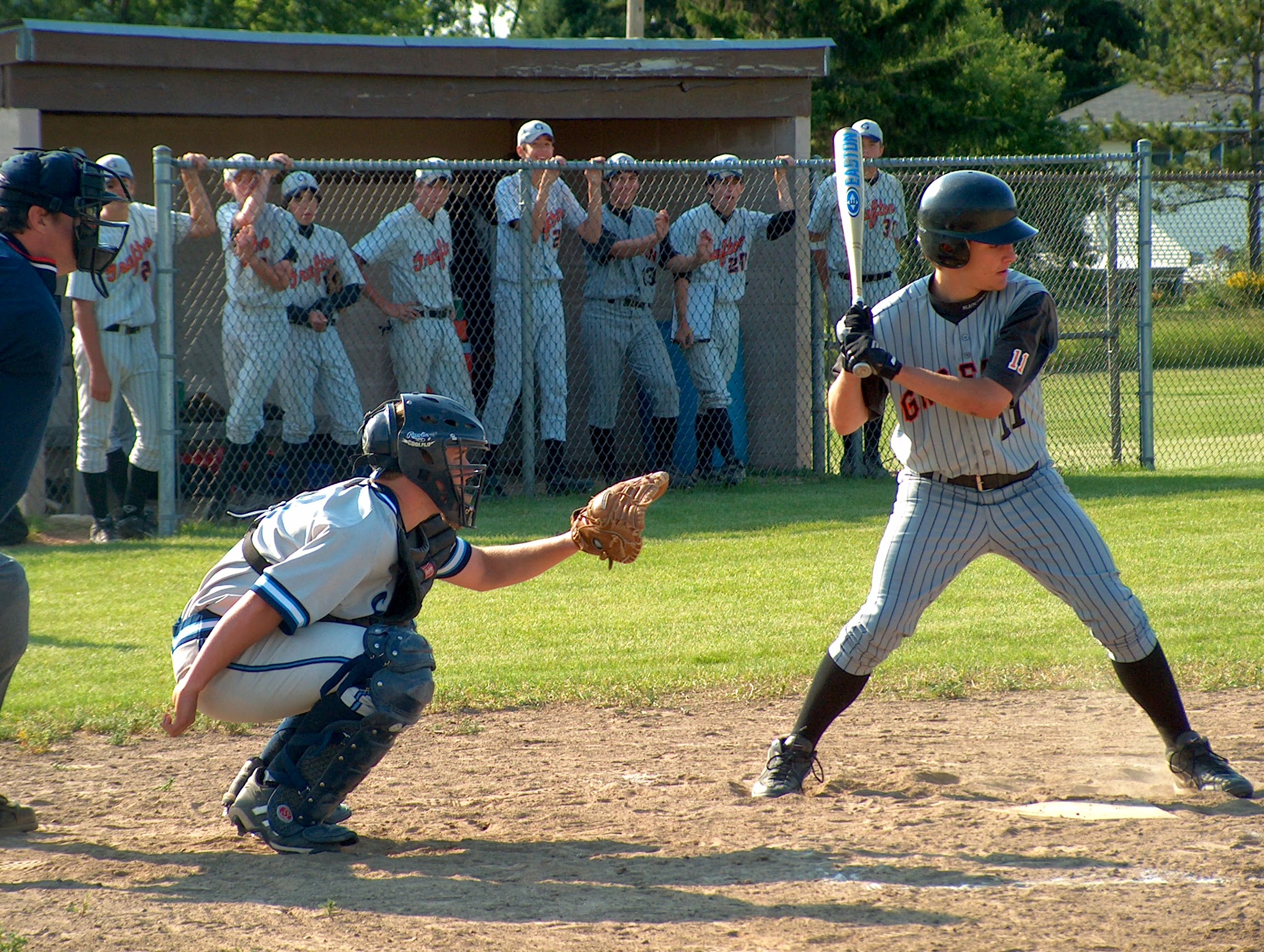
站在本壘正準備擊球的威斯康辛州格拉夫頓高中棒球隊擊球手

青少年棒球由從小學到高中的適齡男女所參加的棒球。在本段落列舉的賽事裡，由世界少棒聯盟所組織的賽事是最受歡迎的。每年在美國賓夕法尼亞州威廉波特所舉行的世界少棒大賽都吸引來自世界各地的參賽者和觀眾，並由ESPN在美國境內進行賽事轉播。
- 美國業餘青少年棒球聯盟：成立於1989年，面向7歲到14歲選手。其每年在德克薩斯州弗洛爾蒙特（英语：Flower Mound, Texas）所舉行的世界系列賽都吸引了全球300多隻隊伍參賽。

- 美國軍團棒球聯盟（英语：American Legion Baseball）：面向13歲到19歲選手。

- 貝比魯斯聯盟：面向13歲到18歲選手。
  - 卡爾瑞肯普棒球聯盟：貝比魯斯聯盟下屬部門，面向4歲到12歲選手。[1]

- 少年棒球聯盟（包括少棒聯賽、次青少棒聯賽、青少棒聯賽和青棒聯賽）：由5歲到16歲選手參與。

- 小馬棒球與壘球聯盟（英语：Cal Ripken Baseball）：由5歲到18歲選手參與。

- 薩姆球棒秋季聯盟（Sam Bat Fall League）：面向12歲到18歲選手的秋季聯賽，旨在培養木棒選手的球技。

- 美國專業運動協會棒球賽（英语：United States Specialty Sports Association）：8歲以下、9歲以下、10歲以下、11歲以下、12歲以下、13歲以下和14歲以下等多個年齡段賽事。

- 美國業餘棒球大會（英语：American Amateur Baseball Congress）：業餘棒球大會在全美範圍內組織次青少棒以上各個年齡段的賽事，為青少年到成年年齡段的棒球愛好者提供持續和漸進的球技培養。大會還會組織全國巡迴賽，戰績優秀的球隊可以晉級更高水平的賽事。

### 出典
1. ↑  . 貝比魯斯聯盟.   [2022-01-18]. （原始内容存档于2022-01-18）.

## 外部連接
- 美國業餘棒球協會官方網站 （页面存档备份，存于）（英文）
- 美國全國成人棒球協會官方網站 （页面存档备份，存于）（英文）
- 美國國家大學體育協會棒球賽事官方網站 （页面存档备份，存于）（英文）
- 美國男子成人棒球聯盟官方網站 （页面存档备份，存于）（英文）